# José Tomás Arita Valle
José Tomás Arita Valle (* 4. September 1948 in Ocotepeque) ist der Vorsitzende des obersten Gerichtshofes von Honduras.

## Leben
Arita war der Präsident des Instituto de Jubilaciones Nacional de Jubilaciones y Pensiones  de los Empleados Públicos (Injupemp, Pensionskasse).
Vom 20. Dezember 1984 bis 8. Januar 2002 war Arita Staatssekretär im Außenministerium.
Arita war Beirat im Rektorat der Universidad Nacional Autonoma de Honduras und Mitglied der Grenzkommission zwischen Honduras und El Salvador.
Arita wurde Ende Januar 2009 vom Parlament zum Präsidenten des obersten Gerichtshofes von Honduras gewählt.
Im Rahmen des Putsch in Honduras gegen den gewählten Präsidenten Manuel Zelaya stellte Arita einen Haftbefehl gegen Zelaya aus.
Ende Juli 2009 annullierte die US-Regierung unter Barack Obama das Visum zur Einreise in die USA von Arita.